# Kleingießhübel
Kleingießhübel ist ein Ortsteil der Gemeinde Reinhardtsdorf-Schöna im Landkreis Sächsische Schweiz-Osterzgebirge.

## Geographie

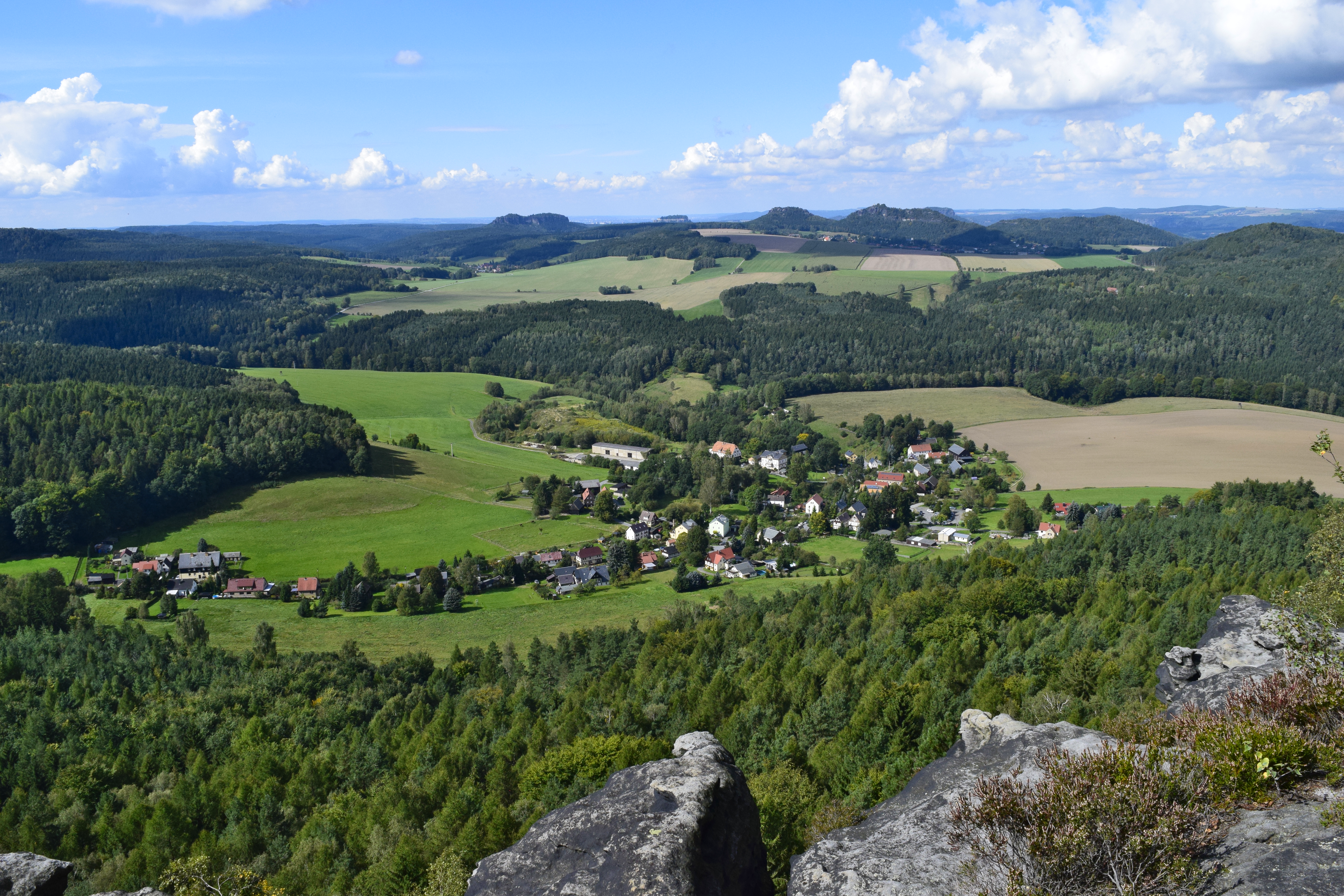
Blick vom Kleinen Zschirnstein auf Kleingießhübel

Kleingießhübel liegt südöstlich der sächsischen Landeshauptstadt Dresden im Süden der Sächsischen Schweiz, allerdings zentral im Elbsandsteingebirge. Es befindet sich im Osten des Landkreises Sächsische Schweiz-Osterzgebirge im Landschaftsschutzgebiet Sächsische Schweiz. Das Waldhufendorf liegt im Westen der Gemeinde Reinhardtsdorf-Schöna. Die Ortslage Kleingießhübel befindet sich in der Talmulde des Dorfbachs, der an der Rölligmühle von rechts in den Krippenbach mündet. Am östlichen Dorfrand von Kleingießhübel ragt der Kleine Zschirnstein empor, ein Tafelberg.
Die Kleingießhübler Waldhufenflur, die zum Großteil landwirtschaftlich genutzt wird, umfasst 199 Hektar. Randbereiche der Gemarkung, die sich zwischen Prölitzschbach im Nordosten und Krippenbach im Westen erstreckt, sind bewaldet. Im Süden und Osten grenzt die Gemarkung Reinhardtsdorf an, der Ort selbst ist nordöstlich benachbart. Nördlich und westlich benachbart ist das Gebiet der Gemeinde Gohrisch, konkret dessen Ortsteile Cunnersdorf im Westen und Papstdorf im Nordwesten. Nächster Ort in südwestlicher Richtung ist das sieben Kilometer Luftlinie entfernte Rosenthal, ein Ortsteil von Rosenthal-Bielatal, in südlicher Richtung das sechs Kilometer Luftlinie entfernte Maxičky (Maxdorf), ein Ortsteil von Děčín (Tetschen) in Tschechien. Schöna, ein anderer Ortsteil Reinhardtsdorf-Schönas, liegt vier Kilometer Luftlinie östlich von Kleingießhübel, wird von diesem aber durch Reinhardtsdorfer Fluren getrennt.
Die wichtigste Straße auf Kleingießhübler Flur ist die Staatsstraße 169 im Krippengrund, die von Cunnersdorf aus einen Anschluss an die Bundesstraße 172 beim Bahnhof Bad Schandau herstellt. Nahe der Rölligmühle zweigt von der Staatsstraße die Dorfstraße ab, die den Ortskern Kleingießhübels erschließt. Der Ort ist an das Busnetz des Regionalverkehrs Sächsische Schweiz-Osterzgebirge (RVSOE) angeschlossen.